# Persone transgender e cristianesimo
All'interno del cristianesimo esiste una varietà di opinioni sulle questioni dell'identità di genere e nei riguardi delle persone transgender. Le confessioni cristiane possono variare anche di molto nella loro posizione, che vanno dal condannare gli atti transgender in quanto peccato, al rimanere divisi sulla questione, al vedere l'identità e la sessualità transgender come accettabile.
Anche all'interno di una stessa confessione, gli individui e i gruppi possono avere opinioni diversificate; inoltre non tutti i membri di una stessa confessione necessariamente sostengono la visione della propria Chiesa nei riguardi del transgenderismo.
Le religioni abramitiche si basano su Scritture Sacre che descrivono Dio creare esseri "maschili femminili" e ciò viene spesso citato nei dibattiti su questo argomento; tuttavia alcune confessioni, tra cui la Chiesa anglicana, la Chiesa di Svezia, la Chiesa episcopale, la Chiesa evangelica luterana in America,  la Chiesa presbiteriana degli Stati Uniti d'America e la Chiesa unita di Cristo hanno permesso ufficialmente di far ottenere l'ordine sacro alle persone transgender, per servire come sacerdoti in congregazioni e per accogliere altri membri transgender.

## Confessioni cristiane che permettono il clero transgender
Tra le confessioni cristiane che permettono l'ordinazione sacerdotale alle persone transgender vi sono l'Alliance of Baptists, l'American Baptist Churches USA, la Chiesa anglicana del Canada, la Chiesa anglicana dell'Africa meridionale, la Chiesa dei discepoli di Cristo, la Chiesa del Galles, la Chiesa di Danimarca, la Chiesa anglicana, la Chiesa di Norvegia, la Chiesa dell'India meridionale, la Chiesa di Svezia, la Cooperative Baptist Fellowship, la Chiesa episcopale degli Stati Uniti d'America, la Chiesa evangelica luterana in America, la Chiesa evangelica luterana in Canada, la Chiesa evangelica in Germania, la Chiesa evangelica in India, la Chiesa evangelica luterana finlandese, la Chiesa metodista della Gran Bretagna, la Chiesa metodista della Nuova Zelanda, l'Unione di Utrecht delle Chiese vetero-cattoliche, la Chiesa presbiteriana degli Stati Uniti d'America, la General Assembly of Unitarian and Free Christian Churches, l'Unitarian Universalist Association, la Chiesa unita dell'Australia, la Chiesa unita del Canada, la Chiesa unita di Cristo, la Chiesa metodista unita ed infine la Chiesa episcopale scozzese.

## Crossdressing ed espressione di genere
La Torah contiene dei divieti riguardanti gli uomini che si vestono da donna e viceversa (Libro del Deuteronomio 22:5).
Poiché la Torah vietava il crossdressing fino a non molto tempo fa era considerato come un tabù nell'intera a società occidentale per le donne il fatto d'indossare vestiti tradizionalmente associati agli uomini, ad eccezione di certe circostnze considerate come casi di necessità; questo secondo le linee tratteggiate da San Tommaso d'Aquino nella sua Summa Theologiae (parte II).
Vi è anche il caso dei "Santi travestiti" (donne fatte sante che praticavano il crossdressing), di cui vi sono molti esempi; le linee guida limitative sull'accettabilità sembrano concentrarsi sulla "casualità" del travestimento. Il tabù era maggiormente concentrato sulla "mescolanza dei generi".
Il poeta francese del XV secolo Martin le Franc parla in alcuni suoi poemetti di Giovanna d'Arco e del suo essere stata una "travestita".
Tuttavia vi sono argomenti riguardanti il fatto se Gesù abbia o meno abolito la legge della Torah sugli abiti. Gesù infatti ebbe a dichiarare: "non preoccuparti degli abiti che indosserai" (questo nel Vangelo di Matteo 6:25, Matteo 6:28 e nel Vangelo di Luca 12:22).

## Accettazione delle persone transgender all'interno del Protestantesimo
All'interno della linea principale del protestantesimo o, per meglio dire, in quella più specificamente liberale, diverse confessioni o organi regionali ecclesiali accettano sempre di più le persone transgender le quali ottengono il supporto necessario dalla maggioranza dei membri della comunità dei fedeli. Di solito, ma non sempre, il sostegno alla piena inclusione - comprendente anche l'imposizione dell'ordine sacro - è stato accompagnato anche dal sostegno al più ampio movimento LGBT.
Nel 2000 la Chiesa inglese (anglicanesimo) ha permesso ai preti transgender di continuare a svolgere la loro missione di pastori.
Nel 2006 la Chiesa del luteranesimo nazionale svedese ha votato a favore dell'ordinazione dei sacerdoti transgender.
Nel 2008 la chiesa unita del metodismo ha stabilito che e persone transgender potevano servire come pastori ordinati nella comunione dei fedeli; più tardi, nel 2017, ha incaricato e autorizzato la prima persona di genere non-binario (transessuale) a servire all'interno della comunità.
Nel 2009 un portavoce della Chiesa gallese anglicana ha annunciato che la comunità confermava ed appoggiava tutte le persone transgender al proprio interno.
Nel 2014 la "Calvary Baptist Church" di Washington ha ordinato il primo ministro apertamente transgender all'interno del battismo; essa è affiliata alla Chiesa battista statunitense, alla "Cooperative Baptist Fellowship" e all'Alleanza dei battisti.
Sempre nel 2014 la chiesa anglicana inglese ha nominato un vicario apertamente transgender - e lesbica - come canonico minore nella cattedrale di Manchester; mentre nel 2015 ha introdotto una proposta per offrire cerimonie di nomina ai suoi membri transgender. La diocesi di Blackburn (in Lancashire) aveva già precedentemente utilizzato il rito di nomina.
Il segretario generale del consiglio dell'arcivescovo della Chiesa inglese, William Nye, ha affermato che la Chiesa aveva già svolto servizi per persone che avevano attraversato una transizione personale sia MtF sia FtM e che questi potevano essere utilizzati per segnare l'avvenuto cambiamento di genere.
Le coppie, ove uno dei due partner è transgender e riconosciuto come legalmente "trasferito" all'altro sesso, possono legalmente sposarsi nelle parrocchie inglesi anglicane; pertanto il clero della Chiesa non può più proibire loro l'utilizzo delle parrocchie per celebrare tali matrimoni.
Altre confessioni che accolgono i membri transgender e le ordinano al ministero sono la Chiesa che fa riferimento all'episcopalismo, la Chiesa unita di Cristo, la Chiesa evangelica luterana americana e la Chiesa statunitense che fa riferimento al presbiterianesimo.
Le persone transgender hanno acquisito l'accettazione religiosa anche in alcune chiese presenti nei continenti sia africano sia asiatico. Nel 2012 la Chiesa dell'India meridionale ha aperto alla possibilità di ordinare sacerdoti dichiaratamente transgender.
La Chiesa anglicana dell'Africa meridionale ha affermato che le persone transgender possono essere membri a pieno titolo.

## Accettazione delle persone transgender nel Vetero-cattolicesimo
Il Vetero-cattolicesimo sta facendo opera di accettazione e accoglienza nei confronti dei membri transgender. Le chiese vetero-cattoliche e quelle del cattolicesimo indipendente hanno accolto nella sua generalità l'intero movimento LGBT. Nel 2014 uno dei primi sacerdoti transgender è stato ordinato nel "Vetero-cattolicesimo".

## Accettazione delle persone transgender nell'Unitarianesimo
L'"Unitarian Universalist Association" (UUA), linea principale degli unitariani universalisti e confessione storica dell'antitrinitarismo, sebbene non sia più esclusivamente cristiana, ha appoggiato le persone transgender e accoglie ufficialmente i membri e i ministri transgender.

## Padrini e madrine
Nel 2015 la Chiesa cattolica ha dichiarato che i cattolici transgender non possono diventare padrino e madrina, dichiarando - in risposta ad una domanda espressa da un uomo transgender - che lo status transgender "rivela in modo pubblico un atteggiamento opposto all'imperativo morale di risolvere il problema dell'identità sessuale secondo la verità del proprio sesso e che perciò è evidente che questa persona non possiede la capacità sufficiente di condurre una vita secondo la fede nella sua posizione del padrino, pertanto non è in grado di essere ammessa a tale posizione".

Nel 2023 ha tuttavia dichiarato, con la firma di Papa Francesco: "A determinate condizioni, si può ammettere al compito di padrino o madrina un transessuale adulto che si fosse anche sottoposto a trattamento ormonale e a intervento chirurgico di riattribuzione di sesso. Non costituendo però tale compito un diritto, la prudenza pastorale esige che esso non venga consentito qualora si verificasse pericolo di scandalo, di indebite legittimazioni o di un disorientamento in ambito educativo della comunità ecclesiale."